# Ediciones Lerso
Ediciones Lerso fue una editorial española de historietas, ubicada en Valencia y fundada en 1945 por Soler.
De pequeño tamaño, editó los siguientes títulos:
| Título                                    | Año  | Guionista                    | Dibujante     | Números | Tamaño |
| ----------------------------------------- | ---- | ---------------------------- | ------------- | ------- | ------ |
| Cantinflas y Cateto                       | 1945 | Alberto Peris                | Alberto Peris |         |        |
| Carucho y Florituras                      | 1945 |                              |               |         |        |
| Charles Tonn                              | 1945 |                              |               |         |        |
| El Jinete del Diablo - El Jinete Salvador | 1946 | J. Logan, Vicente Tortajada, | Karpa         |         |        |
| Pinky, el Halcón                          | 1946 | José Luis Sellés             |               |         |        |
| Sergio Antúnez                            | 1946 | José Luis Sellés             |               |         |        |
| Totolín, pajecillo aventurero             | 1946 | Alamar                       | Alamar        |         |        |